# Phryxe erythrostoma
Phryxe erythrostoma là một loài ruồi trong họ Tachinidae.